# شهرستان اکوماک (ویرجینیا)
شهرستان اکوماک، ویرجینیا (به انگلیسی: Accomack County, Virginia) یک سکونتگاه مسکونی در ایالات متحده آمریکا است که در ویرجینیا واقع شده‌است.

## خصوصیات
شهرستان اکوماک ۳٬۳۹۲٫۹ کیلومترمربع مساحت دارد.